# Aradophagus microps
Aradophagus microps är en stekelart som beskrevs av Lubomir Masner och Lars Huggert 1979. Aradophagus microps ingår i släktet Aradophagus och familjen Scelionidae. Inga underarter finns listade.